# Энтин (буддийский монах)
Энтин (яп. 円珍) (814 — 4 декабря 891) — японский монах, шестой патриарх школы тэндай-сю, глава направления направления Дзимон-ха. Известен по посмертному имени Тисё-дайси(яп. 智証大師). Приходился дальним родственником Кукаю, основателю школы сингон. Родился на острове Сикоку.
Энтин был послан правительством в Китай, где он проходил обучение c 853 по 859 на горе Тяньтай, а потом в монастыре Цинлун в Чанъане, где он изучал школу тяньтай и тантрический буддизм.
После его возвращения он получил широкую поддержку двора и клана Фудзивара и был назначен настоятелем храма Мии-дэра у подножия горы Хиэй. После смерти Эннина в 873 он стал патриархом школы Тэндай, ещё тогда возникли трения между его сторонниками и настоятелем монастыря Энряку-дзи на вершине горы Хиэй, противоречия особенно возросли после его смерти, а во второй половине X века привели уже к вооружённым столкновениям.
Разногласия носили скорее географический, чем религиозный характер, однако конфликт сильно разросся.
Особенностью учения Энтина было объединения тэндай-сю с тантрическими практиками. Он интерпретировал Лотосовую сутру с позиций ваджраяны. Он утверждал, что нет особой разницы между школами тэндай и сингон.
Энтина считают также проповедником аскетизма, и он высоко почитается сторонниками учения Сюгэндо.
В отличие от других буддийских учителей, Энтин поддерживал культ природных духов и вводил в буддизм элементы конфуцианства. Он отмечал, что монастырь Энряку-дзи был построен на месте почитания синтоистских духов, и сетовал, что ни Энряку-дзи, ни Мии-дэра не продолжают культ этих духов, что категорически не соответствует конфуцианским принципам.
Энтин написал много работ, среди них наиболее известны Дайнитикё:-сиики («Абсолютная истинность Махавайрочана-сутры») и Коэн-хоккэ-ги.